# Ottaviano Mascherino
Ottaviano Nonni, dit Il Mascherino (Bologne, 1536 - Rome, 6 août 1606) est un architecte, un sculpteur et un peintre italien de la Renaissance, actif dans la seconde moitié du XVIe et les premières années du XVIIe siècle.

## Biographie
Ottaviano Mascherino fut l'apprenti de Giacomo Barozzi da Vignola, a été actif en Émilie et à Rome, où il vécut au rione de Borgo, dans une rue qui porte maintenant son nom (Via del Mascherino).

## Œuvres
- Palais du Quirinal du temps du pape Grégoire XIII.
- Cathédrale San Pietro de Frascati (1598),
- Église San Salvatore in Lauro (1591),
- Église Santa Maria in Transpontina,
- Chapelle Bandini de l'église San Silvestro al Quirinale
- Projet pour l'église du Spirito Santo dei Napoletani à plan ovale.

## Sources
- (en) Cet article est partiellement ou en totalité issu de l’article de Wikipédia en anglais intitulé « Ottaviano Nonni » (voir la liste des auteurs).